# Salmon (Idaho)
Salmon es una ciudad ubicada en el condado de Lemhi en el estado estadounidense de Idaho. En el Censo de 2010 tenía una población de 3112 habitantes y una densidad poblacional de 507,2 personas por km². Está situada a orillas del río homónimo, que es un afluente del río Snake, que a su vez es afluente del río Columbia.

## Geografía

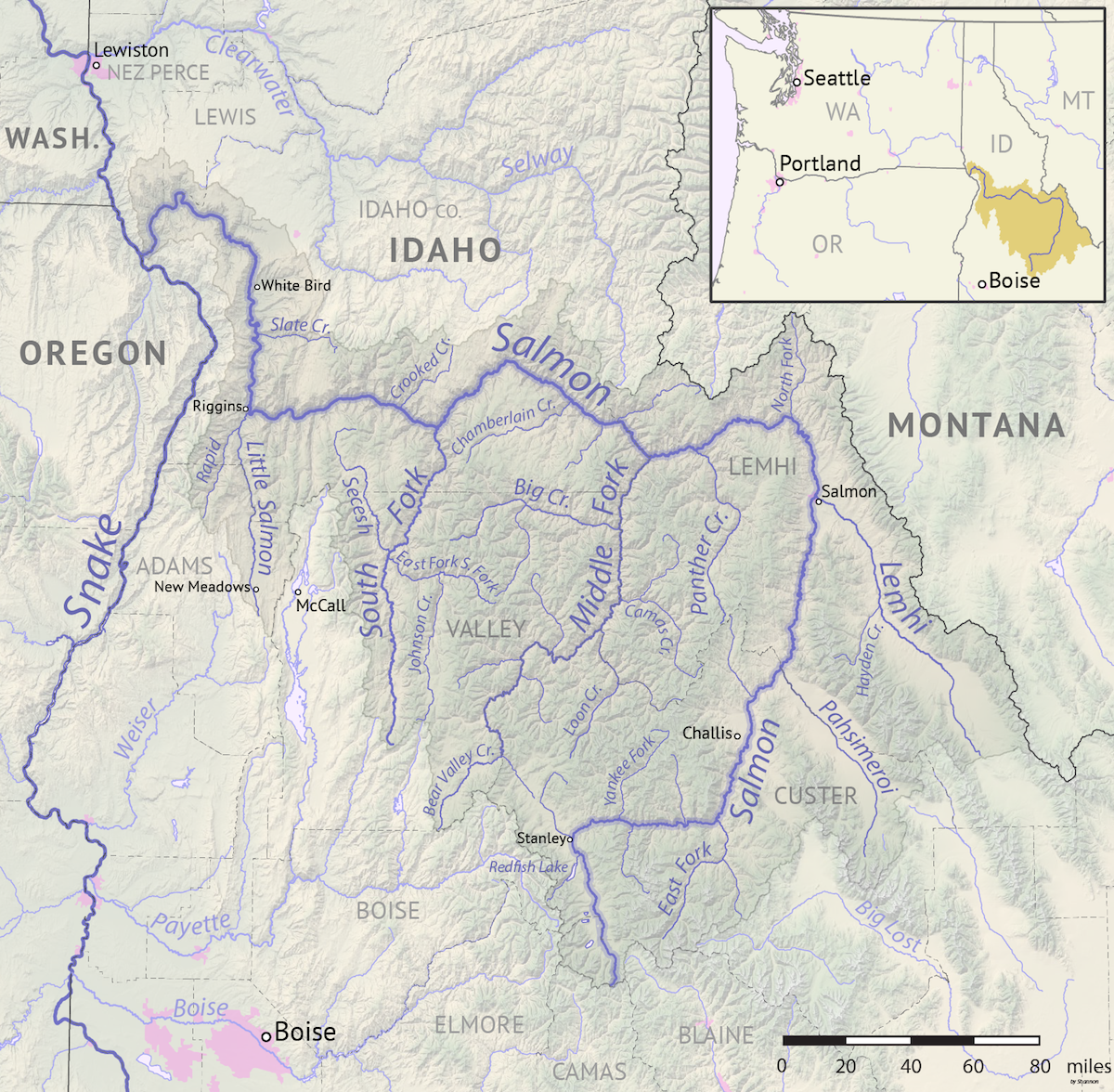
Mapa donde aparece la ciudad de Salmon a orillas del río homónimo

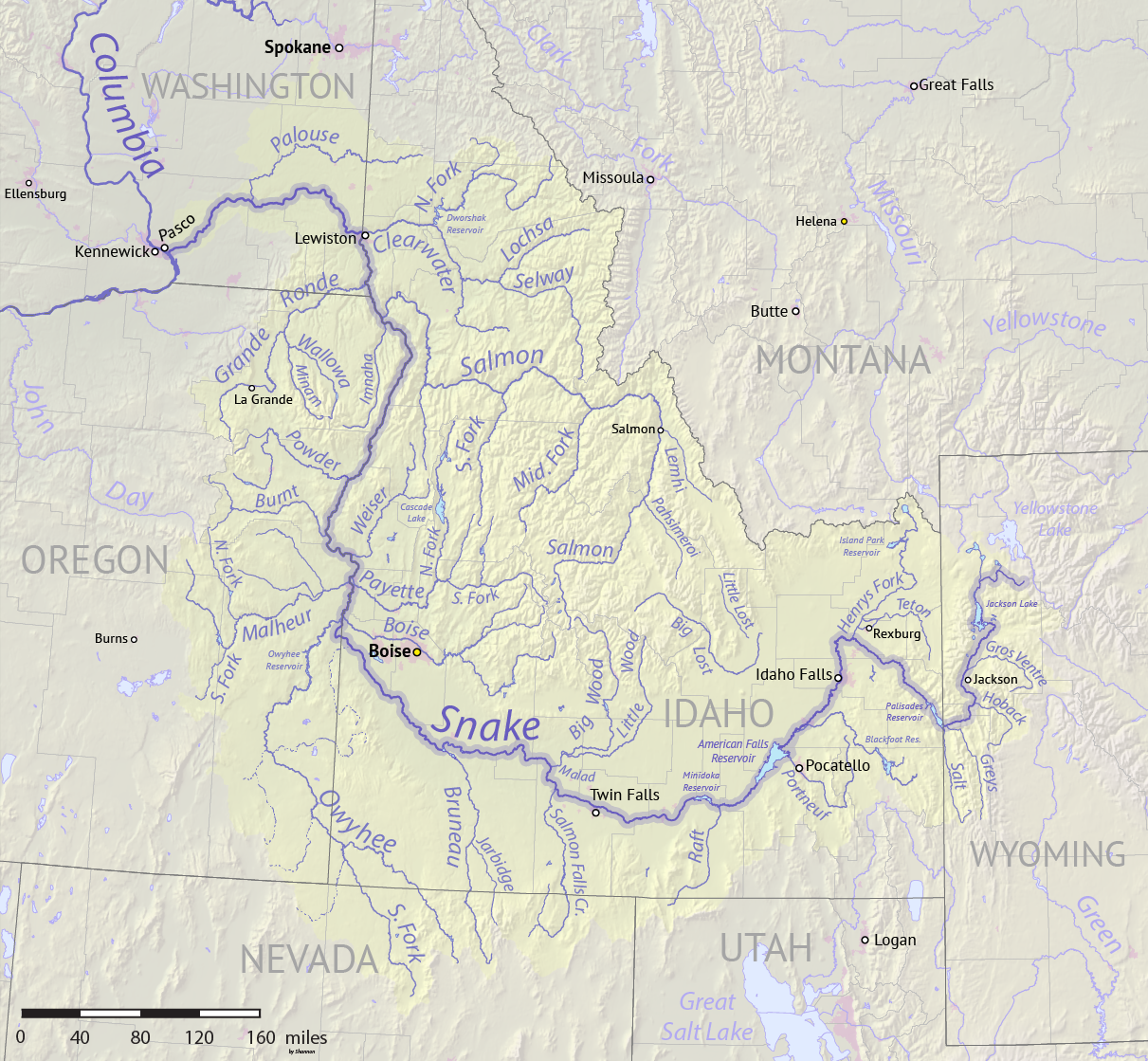
Mapa del río Snake donde aparece Salmon arriba, sobre la orilla del río Salmón

Salmon se encuentra ubicada en las coordenadas 45°10′30″N 113°53′45″O / 45.17500, -113.89583. Según la Oficina del Censo de los Estados Unidos, Salmon tiene una superficie total de 6.14 km², de la cual 6,04 km² corresponden a tierra firme y (1,52%) 0,09 km² es agua.

## Demografía
Según el censo de 2010, había 3112 personas residiendo en Salmon. La densidad de población era de 507,2 hab./km². De los 3112 habitantes, Salmon estaba compuesto por el 0.1% blancos, el 0.26% eran afroamericanos, el 0.51% eran amerindios, el 0.64% eran asiáticos, el 0% eran isleños del Pacífico, el 0.51% eran de otras razas y el 1.57% pertenecían a dos o más razas. Del total de la población el 2.63% eran hispanos o latinos de cualquier raza.